# FM ROCK KIDS
『FM ROCK KIDS』（エフエム・ロック・キッズ）は、1988年にエフエム北海道（AIR-G'）で放送を開始した深夜放送のラジオ番組である。

## 概要
放送開始当初は月曜 - 金曜の深夜に放送していた。
1990年4月からは『スーパーFMマガジン・NORU SORU』のネット開始により、土曜日深夜26:00（午前2時） - 30:00（午前6時）に移動して2時間ずつ2部制となり、それぞれ週替わり月1回出演のレギュラー制となる。その後、1992年4月からは土曜日深夜26:00 - 28:00のみとなり、パーソナリティも毎週一組のみ、1クール（3か月）限定での出演となった。
2001年12月29日で一度終了したが、2006年4月1日より土曜深夜に復活した。
終了後も各パーソナリティ毎の単発特別番組として日曜 19:00 -
20:00帯（FM SPECIAL WAVE）に「ROCK KIDS RETURNS」として放送されたことがある。
1989年4月から1990年3月まで『別冊FM ROCK KIDS』（パーソナリティ：永井くみ子）が日曜日深夜26:00 - 27:00に放送されていた。
2008年10月より2部構成が無くなった代わりに、北海道で活躍するインディーズ・アーティストをメインに紹介する「FM ROCK KIDS NAKED」を放送している。
2014年4月からの時間は「FM ROCK KIDS COMPLETE」と題し、放送開始以来87アーティストが登場した歴史を紐解き、未来の番組を作っていこうというコンセプトによって放送している。

## 放送時間
- 1988年4月 - 1990年3月 毎週月曜日 - 金曜日 26:00 - 27:00
- 1990年4月 - 1992年3月 毎週土曜日 26:00 - 28:00（PART1）、28:00 - 30:00（PART2）
- 1992年4月 - 不明 毎週土曜日 26:00 - 28:00
- 不明 - 2001年12月 毎週土曜日 25:00 - 27:00
- 2006年4月 - 同年6月 毎週土曜日 24:00 - 25:00（PART1）、25:00 - 26:00（PART2）、26:00 - 27:00（PART3 ※週替わり）
- 2006年7月 - 同年9月 毎週土曜日 24:00 - 26:00（PART1）、26:00 - 27:00（PART2 週替わり）
- 2006年10月 - 同年12月 毎週土曜日 24:00 - 26:00（PART1）、26:00 - 26:30（PART2 週替わり）
- 2007年1月 - 同年3月 毎週土曜日 24:00 - 26:00（PART1）、26:00 - 27:00（PART2 ※週替わり）
- 2007年4月 - 2008年9月 毎週土曜日 24:00 - 25:00（PART1）、25:00 - 26:00（PART2 ※週替わり）
- 2008年10月 - 2010年9月 毎週土曜日 24:00 - 25:00（PART1）、25:00 - 26:00（FM ROCK KIDS NAKED）
- 2010年10月のみ 毎週土曜日 24:00 - 26:00（PART1）、27:00 - 28:00（FM ROCK KIDS NAKED）
- 2010年11月 - 毎週土曜日 24:00 - 26:00（PART1）、27:00 - 28:00（FM ROCK KIDS NAKED）
- 2011年1月 - 2020年9月 毎週土曜日 24:00 - 25:00
- 2020年10月 - 2021年3月 毎週土曜日 18:00 - 18:55
- 2021年4月 - 毎週日曜日 22:00 - 22:55

## パーソナリティ

### 過去のパーソナリティ
1988年4月 - 1989年3月
- 佐木伸誘（月曜日）
- 木村綾子（火曜日）
- 奥田民生（当時・ユニコーン、水曜日）
- 永井くみ子（木曜日）
- 岡村靖幸（金曜日）

1989年4月 - 1990年3月
- 伊秩弘将（月曜日）
- The MINKS（火曜日：1989年4月 - 1990年3月）※1990年4月からはPART1の第2土曜日担当
- 谷村有美（水曜日）
- COME ON BABY（木曜日）
- 安藤秀樹（金曜日）

1990年4月 - 1991年3月（土曜固定、PART1・PART2に分かれる）
- PART1
  - C-BA（第1土曜日）
  - The MINKS（第2土曜日）
  - DOVE（第3土曜日）
  - 真心ブラザーズ（第4土曜日）
- PART2
  - クレイジー・トミー（第1土曜日）
  - 鈴井貴之（第2土曜日）
  - 館浦あざらし（第3土曜日）
  - 内田諭志、高岡幸生（第4土曜日）

1991年4月 -
1992年3月（土曜固定、PART1・PART2に分かれる）
- PART1
  - SPARKS GO GO（第1土曜日）
  - RIO（第2土曜日）
  - GEN（第3土曜日）
  - ムスタングA.K.A（第4土曜日）
- PART2
  - クレイジー・トミー（第1土曜日）
  - 鈴井貴之（第2土曜日）※この後2006年4月 - 6月に土曜日PART2で再登場
  - 山田光仁（現・ミミ山田）（第3土曜日）
  - 宮林康（第4土曜日）

1992年4月 - 1992年12月（土曜日 1クール1アーティスト担当となる）
- M-AGE（4月 - 6月）
- LUNA SEA（7月 - 9月）
- スピッツ（10月 - 12月）

1993年
- 佐久間学（1月 - 3月）
- 長澤義塾（4月 - 6月）
- JIGGER'S SON（7月 - 9月）
- Mr.Children（10月 - 12月）

1994年
- 谷口宗一（1月 - 3月）
- 井口一彦（4月 - 6月）
- KYO（当時・DIE IN CRIES、7月 - 9月）
- GLAY（10月 - 12月）

1995年
- 宮田和弥（JUN SKY WALKER(S)、1月 - 3月）
- 石田小吉（Spiral Life、4月 - 6月）
- VANILLA（7月 - 9月）
- Eins:Vier（10月 - 12月）

1996年
- SOPHIA（1月 - 3月）
- THE SPACE COWBOYS（4月 - 6月）
- L'Arc〜en〜Ciel（7月 - 9月）
- TIMESLIP-RENDEZVOUS（10月 - 12月）

1997年
- 堂島孝平（1月 - 3月）
- MOON CHILD（4月 - 6月）
- La'cryma Christi（7月 - 9月）
- FANATIC◇CRISIS（10月 - 12月）

1998年
- SMILE（1月 - 3月）
- CASCADE（4月 - 6月）
- RAZZ MA TAZZ（7月 - 9月）
- PIERROT（10月 - 12月）

1999年
- THE JERRY LEE PHANTOM（1月 - 3月）
- Blüe（4月 - 6月）
- ZIGZO（7月 - 9月）
- NONA REEVES（10月 - 12月）

2000年
- ARCH（1月 - 3月）
- Plastic Tree（4月 - 6月）
- 「ROCK KIDS RETURNS 2000」として過去パーソナリティが毎週交代で登場（7月 - 9月）
  - 7月：CASCADE、LUNA SEA、Blüe、スピッツ、ZIGZO
  - 8月：奥田民生＆SPARKS GO GO、坂本サトル（元JIGGER'S SON）・Plastic Tree、GLAY
  - 9月：ARCH・FANATIC◇CRISIS、PIERROT、SOPHIA、Mr.Children、La'cryma Christi＆鈴井貴之
- チェンバロ（10月 - 12月）

2001年
- New Cinema 蜥蜴（1月 - 3月）
- ホフディラン（4月 - 6月）
- FANTA ZERO COASTER（7月 - 9月）
- 「ROCK KIDS RETURNS 2001」として過去パーソナリティが毎週交代で登場（10月 - 12月）
  - 10月：河村隆一、PIERROT、SOPHIA、GLAY
  - 11月：SUGIZO、PIERROT、SOPHIA、GLAY
  - 12月：元LUNA SEAメンバー、La'cryma Christi、SOPHIA、PIERROT、GLAYを最後に一度幕を閉じる。

2006年 復活後（土曜固定、PART1・PART2等に分かれる）
- 月光グリーン（4月 - 6月 PART1）
- GOING UNDER GROUND（7月 - 9月 PART1）
- キャプテンストライダム（10月 - 12月 PART1）
- 鈴井貴之（4月 - 6月 PART2）
- FM ROCK BABIES=AIR-G' FRESH DJ（2006年4月 - 6月 PART3，2006年7月 - 12月 PART2）
  - 石黒めぐみ・屋木志都子、鈴木舞・宮崎奈緒美、高橋舞・花園ゆき、箕輪直人・中田千智、寺田英夫（週替わり）

2007年 土曜固定、PART1・PART2等に分かれる
- ナイトメア（1月 - 3月 PART1）
- redballoon（4月 - 6月 PART1）
- アンダーグラフ（7月 - 9月 PART1）
- □□□（クチロロ）（10月～12月 PART1）
- FM ROCK BABIES=AIR-G' FRESH DJ（1月 - 2008年3月 PART2）
  - 箕輪直人・鈴木彩可、鈴木舞・辻田沙織、中田千智・佐藤慶太（週替わり）

2008年 土曜固定、PART1・PART2等に分かれる
- SHORT LEG SUMMER（1月 - 3月 PART1）
- 依布サラサ（4月 - 6月 PART1）
- PINKLOOP（7月 - 9月 PART1）
- スモゥルフィッシュ ／ OLD（10月 - 12月 PART1）
- PART2（この年の4月から10月までは30分枠2本に分けて放送）
  - 鈴木彩可（「Love Mode」、25:00 - 25:30）
  - 中田千智（「Dark Angel」、25:30 - 26:00）
- NAKED
  - アズミ（10月 - 2010年3月26日）

2009年 土曜固定
- サカナクション（1月 - 3月 PART1)
- Jake stone garage（4月 - 6月 PART1）
- MARIA（7月4日 - 9月27日）
- 彩冷える（10月10日 - 12月25日）

2010年 土曜固定
- Versailles（1月2日 - 3月27日）
- LOVE LOVE LOVE（4月3日 - 6月26日）
- Lunakate（7月3日 - 9月25日）
- SPARKS GO GO（10月2日 - 12月25日）※10月のみ 24:00 - 26:00、11月 - 12月 24:00 - 25:00

NAKED
1. ヒデミ（毎月第1週、2010年4月3日 - ）
2. chima（毎月第2週、2010年4月10日 - ）
3. 山岸みつこ（毎月第3週、2010年4月17日 - ）
4. Jake stone garage（毎月第4週、2010年4月24日 - ）

2011年 土曜固定
- SISTER JET（1月8日 - 3月26日）
- 鶴（4月2日 - 6月25日）
- D.W.ニコルズ（7月2日 - 9月24日）
- A.F.R.O（10月1日 - 12月31日）

2012年 土曜固定
- SMALL BOYS（1月7日 - 3月31日）
- 住岡梨奈（4月7日 - 6月30日）
- THE BOYS&GIRLS（7月7日 - 9月29日）
- Good Comming（10月6日 - 12月29日）

2013年 土曜固定
- 佐香智久（1月5日 - 3月30日）
- UNIST（4月6日 - 6月29日）
- ケラケラ（7月6日 - 9月28日）
- TRIPLANE（10月5日 - 12月28日）

2014年 土曜固定
- 本棚のモヨコ（1月4日 - 3月29日）
- 金田ヒデミ（FM ROCK KIDS COMPLETE,4月5日 - 6月28日）
- FOLKS（7月5日 - 12月27日）

2015年 土曜 24:00 - 25:00
- THE BOYS&GIRLS（2015年1月 - ）
- BLUE ENCOUNT（2015年7月 - ）
- B×A×G（2015年10月 - ）

2016年 土曜 24:00 - 25:00
- Goodbye holiday（2016年1月 - ）
- HOWL BE QUIET（2016年4月 - ）
- ラックライフ（2016年7月 - ）
- ビッケブランカ（2016年10月 - ）

2017年 土曜 24:00 - 25:00
- The Floor（2017年1月 - ）
- Lenny code fiction（2017年4月 - ）
- sumika（2017年7月 - ）
- NOT WONK（2017年10月 - ）

2018年　土曜24:00 - 25:00
- アンテナ（2018年1月 - ）
- 岩ヰフミト（2018年4月 - ）
- Qyoto（2018年8月 - ）
- FM ROCK KIDS RETURNS（2018年12月）
  - BLUE ENCOUNT（12/1,8）
  - GLAY（12/15）
  - 宮本和弥（JUN SKY WALKER(S)）（12/22）
  - SPITZ（12/29）

2019年 土曜24:00 - 25:00
- -KARMA-（現：KALMA）（2019年1月 - ）
- Absolute area（2019年7月 - ）
- LONGMAN（2019年10月 - ）

2020年
〈土曜 24:00 - 25:00〉
- ネクライトーキー（2020年1月 - ）
- sleepy.ab（2020年4月 - ）
- THE BOYS&GIRLS（2020年7月 - ）

〈土曜 18:00 - 18:55〉
- SULLIVAN'S FUN CLUB（2020年10月 - ）

2021年
〈土曜 18:00 - 18:55〉
- plums（2021年1月 - ）

〈日曜 22:00 - 22:55〉
- plums（2021年4月 - ）
- 横山直弘（感覚ピエロ）（2021年7月 - ）
- 佐藤赳（kobore）（2022年1月 - ）